# Abrunheiro Grande
Abrunheiro Grande era, em 1747, uma aldeia portuguesa da freguesia de Santa Margarida da Fundada, do lugar da Silveira, termo de Vila de Rei. No secular estava subordinada à Ouvidoria de Abrantes e à Comarca de Tomar, e no eclesiástico ao Bispado da Guarda, pertencendo à Província da Estremadura. Tinha então treze vizinhos.